# David F. Friedman
David Frank Friedman (* 24. Dezember 1923 in Birmingham, Alabama; † 14. Februar 2011 in Anniston, Alabama) war ein US-amerikanischer Filmproduzent. Friedman war ein Pionier des Exploitation-Kinos. Er produzierte unter anderem mit Blood Feast (1963) den wahrscheinlich ersten Splatterfilm und mit Ilsa, She Wolf of the SS einen in einem Konzentrationslager spielenden Frauengefängnisfilm, der bis heute berüchtigt ist.

## Leben
Friedman begann seine Filmkarriere als Angestellter von Paramount Pictures. Dort kündigte er in den 1950ern, um als unabhängiger Filmproduzent zu arbeiten. Die ersten Filme, die er produzierte, waren Nudie Cuties, Filme, die in den 1960ern nackte Menschen, vor allem Frauen, in scheinbar harmloser Umgebung wie Nudistenlagern zeigten und das härteste an Pornografie waren, das damals gesetzlich zulässig war. Zusammen mit Herschell Gordon Lewis verlegte er sich danach auf Horrorfilme und drehte unter anderem mit Blood Feast (1963) den ersten Splatterfilm der Filmgeschichte. Als die Cuties im Laufe der Zeit gewagter wurden, verlegte er sich wieder auf dieses Tätigkeitsfeld, wurde aber aus dem Geschäft gedrängt, als die Hardcore-Pornographie ihren Siegeszug begann.
Friedman spielte in zahlreichen seiner Filme mit, in einigen führte er auch Regie. In der Kategorie Filmschöpfer steht er in der Hall of Fame der X Rated Critics Association.
Friedman starb am 14. Februar 2011 mit 87 Jahren an einer Herzinsuffizienz auf seinem Anwesen in Anniston, Alabama.